# Partido Pirata de Suiza
El Partido Pirata de Suiza (en alemán: Piratenpartei Schweiz) es un partido político en Suiza, basado en el modelo del Partido Pirata de Suecia. El partido fue fundado el 12 de julio de 2009 en Zúrich por unas 150 personas. En marzo de 2010, el PPS tenía alrededor de unos 725 miembros. La primera elección exitosa ocurrió el 7 de marzo de 2010, cuando Marc Wäckerlin fue elegido para el concejo municipal de Winterthur.
Patrick Mächler del PPS fue el director principal de la Internacional de Partidos Pirata (IPP) de julio de 2009 a febrero de 2010, la organización que agrupa el movimiento internacional del Partido Pirata.